# Дубченко, Александр Сергеевич
Александр Сергеевич Дубченко (род. 19 февраля 1995) — российский трековый велогонщик, выступающий за команду Marathon-Tula. В 2020 году завоевал золото в составе командной гонки на чемпионате Европы-2020 в Пловдиве. В 2019 году принимал участие в Чемпионате мира по трековым велогонкам в составе сборной России.

## Достижения

### Трек
2016
Чемпионат России
 1-й в кейрине
 2-й в гите 1000 м с места
 1-й в гите 1000 м с места
 3-й в командном спринте на 3 круга (с Вадимом Бербенюком и Алексеем Семехой)
2017
Чемпионат России
 1-й в гите 200 м с ходу
 1-й в гите 100 м с ходу парами (с Алексеем Носовым)
2018
Чемпионат России
 1-й в гите 500 м с ходу
 2-е место в командном спринте на 3 круга (с Даниилом Комковым и Алексеем Носовым)
2019
Чемпионат России
 3-й в гите 200 м с ходу
2020
Чемпионат Европы
 1-й в командной гонке (с Александром Евтушенко, Львом Гоновым, Никитой Берсеневым)